# NGC 5775
NGC 5775 is een balkspiraalstelsel in het sterrenbeeld Maagd. Het hemelobject ligt 73 miljoen lichtjaar van de Aarde verwijderd en werd op 20 september 1786 ontdekt door de Duits-Britse astronoom William Herschel.

## Synoniemen
- UGC 9579
- MCG 1-38-14
- ZWG 48.60
- KCPG 440B
- IRAS 14514+0344
- PGC 53247